# Andreas Scheffler
Andreas Scheffler es un deportista alemán que compitió para la RFA en taekwondo. Ganó una medalla de oro en el Campeonato Europeo de Taekwondo de 1984 en la categoría de –73 kg.

## Palmarés internacional
| Campeonato Europeo | Campeonato Europeo | Campeonato Europeo | Campeonato Europeo |
| Año                | Lugar              | Medalla            | Categoría          |
| ------------------ | ------------------ | ------------------ | ------------------ |
| 1984               | Stuttgart (RFA)    | Medalla de oro     | –73 kg             |